# پرونده مرگ بیماران دیالیزی
پرونده مرگ بیماران دیالیزی به ماجرای مرگ دست کم ده‌ها بیمار دیالیزی در سال ۱۴۰۲ و در برخی مناطق ایران است که بر اثر استفاده از محلول‌های مسموم به درجات غیرمجاز آلومینیوم،‌ جان خود را از دست دادند. 

## تعداد جانباختگان
- سلمان اسحاقی سخنگوی کمیسیون بهداشت و درمان مجلس، آبان ۱۴۰۳ مدعی شد که ۷۰ بیمار دیالیزی به دلیل مصرف محلول آلوده به آلومینیوم فوت کردند. [۲] مدیر کل داروی سازمان غذا و دارو وزارت بهداشت نیز چند روز بعد همین آمار را تایید کرد. [۳]
- محمدسعید الموسوی، عضو پیشین هیات مدیره انجمن بیماران کلیوی در همان زمان اعلام کرد:  «آمار واقعی بیش از ۷۰ نفر است که شاید در آینده اعلام شود.» [۴]

## نقش شرکت داروسازی ثامن
- سلمان اسحاقی سخنگوی کمیسیون بهداشت مجلس در آبان ۱۴۰۳ اعلام کرد: برگزاری نشستی با مسئولان مربوطه مشخص شد که یکی از شرکت‌ها در این رابطه قصور داشته و رئیس شرکت مذکور اعلام کرد بر مواد اولیه نظارتی نداشتیم و آلوده به آلومینیوم بوده است. [۵]  رئیس سازمان غذا و دارو نیز در این خصوص گفت: شرکت ثامن داروهای دیالیزی را تولید می‌کند. [۶]
- به گزارش رسانه‌های ایران، از جمله روزنامه هم‌میهن، شرکت ثامن وابسته به آستان قدس رضوی تنها تولیدکننده محلول‌های دارویی و دیالیز صفاقی و خونی در ایران است. [۷]
- شرکت داروسازی ثامن در ۱۵ آبان ۱۴۰۳ در جوابیه‌ای اعلام کرد:  تاکنون هیچ اظهارنظر قضایی، نفیاً یا اثباتاً در خصوص انتساب فوت برخی از بیماران دیالیزی عزیز به محلول‌های با سطح بالای آلومینیوم تولیدی شرکت داروسازی ثامن از طریق محاکم صادر نشده است. [۸]
- محمدرضا ظفرقندی وزیر بهداشت در آبان ۱۴۰۳ اعلام کرد همان موقع مسئولین فنی شرکت سازنده برکنار شده‌اند. [۹]

## واکنش‌ها
- محمد مخبر سرپرست ریاست جمهوری در خرداد ۱۴۰۳ پس از اعلام گزارش‌های اولیه، به رئیس دبیرخانه ستاد هماهنگی مبارزه با مفاسد ماموریت داد تا با فوریت نسبت به بررسی جوانب مختلف این موضوع اقدام کند. [۱۰]
- مدیر عامل انجمن خیریه حمایت از بیماران کلیوی ایران در تاریخ اول تیر ۱۴۰۳، در نامه‌ای به وزیر وقت بهداشت در این باره هشدار داده بود. [۱۱]

## عدم پیگیری قضایی
- شرکت داروسازی ثامن در ۱۵ آبان ۱۴۰۳ در جوابیه‌ای اعلام کرد:  تاکنون هیچ اظهارنظر قضایی، نفیاً یا اثباتاً در خصوص انتساب فوت برخی از بیماران دیالیزی عزیز به محلول‌های با سطح بالای آلومینیوم تولیدی شرکت داروسازی ثامن از طریق محاکم صادر نشده است. [۱۲]
- مدیر کل داروی سازمان غذا و دارو وزارت بهداشت در آبان ۱۴۰۳ اعلام کرد: کسانی که باعث مرگ ۷۰ نفر بر اثر مصرف محلول‌های دیالیزآلوده، به مراجع قضایی معرفی شدند. [۱۳]